# Ernst Bader
|  | Per a altres significats, vegeu «Bader». |

Ernst Bader (Stettin, el 7 de juny 1914 i mort a Norderstedt el 10 d'agost de 1999) era un actor, cantautor i compositor alemany.
Durant els seus estudis a una escola de teatre a Berlín va treballar com a pianista, feia teatre, tocava cabaret i escriví també la lletra de les seves primeres cançons. L'any 1936 s'entrava a la Wehrmacht, l'exèrcit alemany. Després d'una ferida a la Segona Guerra Mundial va treballar en algunes pel·lícules que servien a la propaganda nazi, dels quals va distanciar-se més tard.
Després de la Segona Guerra Mundial va anar a Hamburg on treballava com a lector de l'editorial de música  Internationale Musikverlage Hans Sikorski. En la postguerra era una feina principalment nocturna, com que llavors calia visitar els cabarets i recomanar a les capelles de ball noves cançons. A aquesta època era l'única manera de llançar novetats musicals. Tret de vendre l'obra d'altres, Bader va començar a escriure la lletra i les melodies ell mateix. De 1950 a 1980 va escriure unes 900 cançons populars. Molts intèrprets famosos van cantar la seva obra, entre altres : Marlene Dietrich, Freddy Quinn, Rudi Schuricke, Édith Piaf, Hildegard Knef, Mireille Mathieu, Lale Andersen, Nana Mouskouri, Charles Aznavour i Gilbert Bécaud.

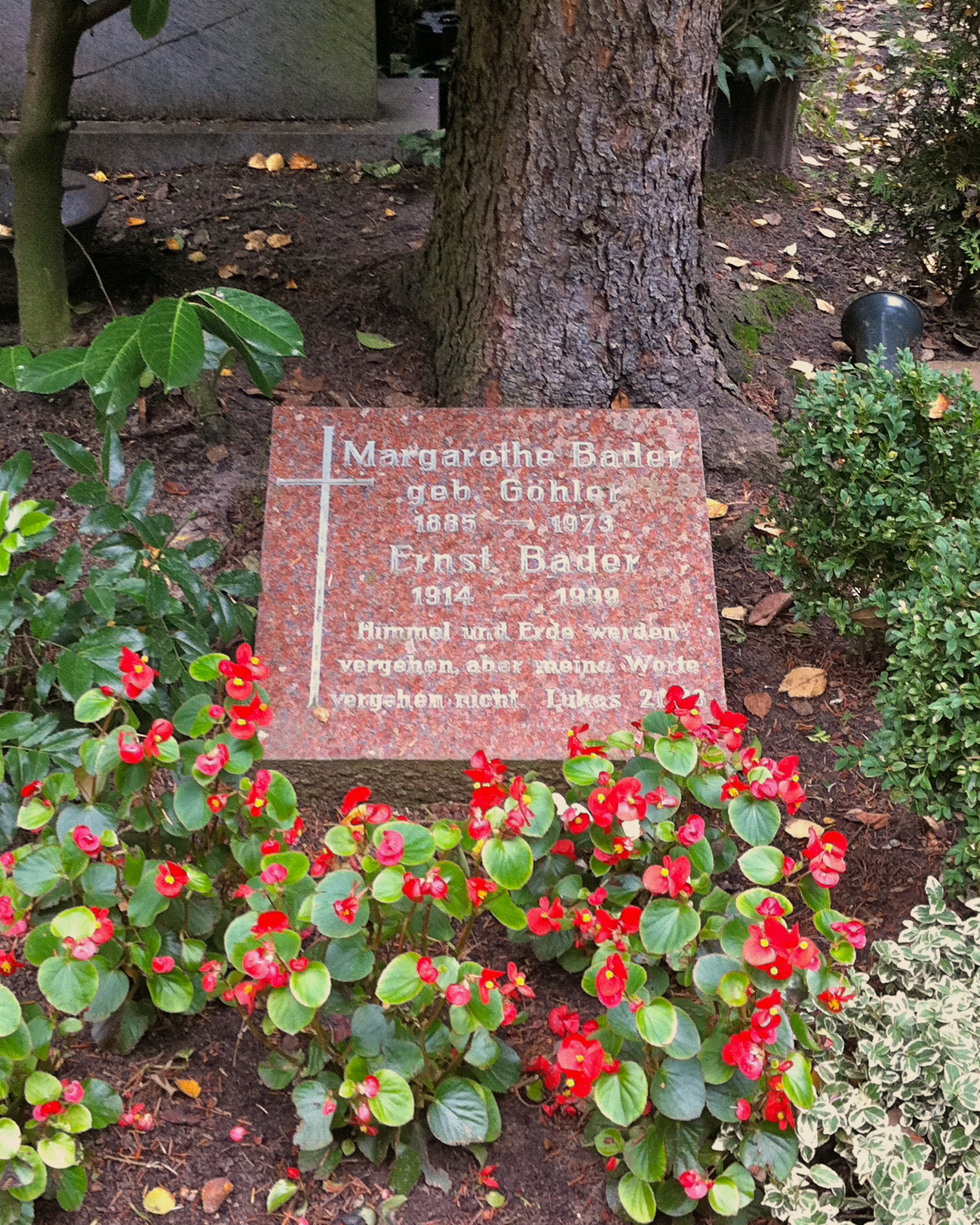
La tomba d'Ernst Bader i de son esposa Margarethe Bader-Göhler al cementiri evangèlic de Garstedt

L'any 1994, a l'ocasió del seu vuitantè aniversari, la ciutat d'Hamburg va atorgar-li la medalla Biermann-Ratjen en reconeixement de la seva contribució a la cultura popular. Políticament, va evolucionar vers l'esquerra: tres vegades fa afiliar-se i demetre del Partit Socialdemòcrata d'Alemanya, a la fi de sa vida va donar suport al Partei des demokratischen Sozialismus (PDS) més a l'esquerra i el precursor del partit die Linke.
Va morir al 10 d'agost de 1999 a Norderstedt i va ser sebollit al cementiri de Garstedt.

## Uns títols més coneguts
- Am Tag als der Regen kam (El dia que començava a ploure)
- Tulpen aus Amsterdam (Tulipes d'Amsterdam): el seu èxit major[3]
- 100 Mann und ein Befehl (100 homes i un ordre)
- Heimweh, brennend heißer Wüstensand (Enyorança, la sorra del desert crema)
- Die Welt ist schön Milord (El món és bonic, Milord)
- Mein Ideal (El meu ideal)
- Tiritomba